# Werke von Viola Bayley
Dieser Artikel beschreibt den Inhalt der Werke von Viola Bayley, einer britischen Jugendbuchautorin von Abenteuer- und Kriminalgeschichten.
Er beschränkt sich auf diejenigen Romane, von denen Originalbuchexemplare erworben werden konnten. Für eine vollständige Liste der Werke der Autorin in allen Sprachen siehe den Artikel Viola Bayley.
Zur Entstehungsgeschichte der Romane siehe „Viola Bayley by Julie Makin“.
Rezeptionen dieser Werke konnten nicht ausfindig gemacht werden.

## Die Schwarze Laterne
Handlung
Die Geschwister Jessica, Nikolas und John machen Urlaub in einem kleinen Ort an der Küste von Dorset. Auf der gegenüberliegenden Seite der Bucht befindet sich ein unheimliches, ganz in Schwarz gestrichenes Gebäude, die „Schwarze Laterne“. An ihrem Turm befindet sich eine alte Laterne, um die sich eine Spukgeschichte rankt. Natürlich weckt das Haus die Neugier der Jugendlichen, obwohl insbesondere Jessica immer wieder von schlimmen Vorahnungen erfasst wird.
Noch mehr als für das Haus selbst interessieren sich die Geschwister jedoch für die neuen Bewohner, den amerikanischen Wissenschaftler Stephens, seine Nichte Stella, den stummen Diener Dickun und seine Frau. Herr Stephens hat einen sehr unangenehmen Charakter. Er verhält sich grundsätzlich abweisend gegenüber Besuchern und lehnt gesellschaftlichen Kontakt ab, da er zu arbeiten habe. Er neigt zu jähzornigen Wutanfällen. Der ganze Haushalt hat panische Angst vor ihm, und er hasst Hunde. Zuweilen ändert er jedoch sein Verhalten hin zu taktischer Freundlichkeit. Die Geschwister freunden sich mit Stella an und Nikolas verliebt sich in sie.
Bei einem nächtlichen Ausflug ergeben sich weitere Verdachtsmomente. Herr Stephen wird auf die unerwünschten Besucher aufmerksam, wird jedoch von dem Wäschereijungen Bill abgelenkt. Anschließend belauschen die Geschwister eine Unterhaltung, in der Dickun, der doch sprechen kann, Herrn Stephens warnt, dass „alles auffliegen“ würde, wenn dieser sich weiter so verdächtig verhalte. Stephens macht eine Kehrtwende und sponsort ein Fest, bei dem Stella auch singen darf.
Die Situation eskaliert, als Herr Soames, ein Kollege von Herrn Stephens, auf der Bildfläche erscheint. Er kannte Herrn Stephens als feinen Menschen und wundert sich über seine Verhaltensänderung, schreibt sie jedoch einer Geistesstörung zu. Stella ruft in der Nacht die Freunde mit zuvor vereinbarten Lichtzeichen zu Hilfe. Auf einer Zeitungsfotografie erkennen Stella und Herr Soames, dass „Herr Stephens“ in Wirklichkeit dessen Kollege Joe Budge ist. Budge hält den echten Stephens im Turm gefangen, um die Formel für dessen Sprengstoff von ihm zu erpressen. Er hält Dickun, der eigentlich Corridon heißt, und Frau Corridon mittels Erpressung wegen einer schwebenden Anklage gegen Corridon gefügig.
Frau Corridon ist nun bereit auszusagen und wird von Herrn Soames und Bill zur Polizei begleitet, während Corridon seinerseits den Weg dorthin findet. Die Geschwister und Stella versuchen jedoch, Herrn Stephens aus seinem Verlies zu befreien, werden dabei aber von Budge überrascht und ebenfalls eingesperrt. Budge möchte den Turm wenig später mit ihnen in die Luft sprengen, um die lästigen Zeugen zu beseitigen. In letzter Minute finden die Freunde einen Weg aus ihrem Gefängnis: Die Laterne ist mit lockerem Mörtel eingebaut, den sie herausschlagen können. John kann durch das Loch entkommen und macht die Falltür für die anderen auf, so dass sich alle in sichere Entfernung begeben können. Budge hat jedoch seine Brieftasche verloren und kehrt zurück, um sie zu suchen. Dabei wird er durch die große Uhr am Haus, die John beim Hochklettern aus Versehen verstellt hatte, in der Zeit getäuscht. Dadurch kommt der Verbrecher bei der Explosion ums Leben. Wenig später treffen die Polizei und die Eltern ein.
Englischer Originaltitel: „The Dark Lantern“, Erstveröffentlichung 1951

## White Holiday
Handlung
Die Jugendlichen Rosamund und Will freuen sich, das sie einen Winterurlaub in den Schweizer Bergen machen dürfen. Sie lernen den netten Skiprofi Otto von Vierling kennen. Doch schon bald schieben sich dunkle Schatten über die Winteridylle. Zum einen benimmt sich Lewis, der Sohn ihrer Gastgeberin, unmöglich. Zum anderen wird Otto von zwei Männern verfolgt, und eines Tages stürzt er schwer auf einer manipulierten Abfahrtpiste.
Es geht um die Juwelen seiner alten Verwandten, der Gräfin. Bei einem Besuch dort treffen sie mit den Verbrechern zusammen, welche sie zunächst verfolgen, von denen sie dann aber erwischt, in einer eisigen Höhle angekettet und ihrem Schicksal überlassen werden. Doch Lewis, den sie zurückgelassen hatten und der ihnen heimlich gefolgt war, kann sie gerade noch rechtzeitig befreien. Die Verbrecher, die sich über die Berge davon gemacht haben, stürzen in eine Felsspalte und kommen ums Leben.
Dieser Roman wurde nur in Englisch veröffentlicht.

## April Gold
Handlung
Die Pfarrerskinder Philipp, Georgie, Mike und Sue, die in einem Dorf in Cornwall leben, wollen ihrer Freundin Dora helfen, die sich aus Geldnot gezwungen sieht, das schöne Haus zu verkaufen, in dem sie mit ihrem alten, verwirrten Vater lebt. Zu diesem Zweck verdienen sie sich Geld mit allen möglichen Gelegenheitsarbeiten, haben jedoch nach ein paar Wochen nur ein Viertel der zunächst benötigten 100 Pfund geschafft.
Sie lernen Adrian kennen, der Physiker ist und in einer nahe gelegenen stillgelegten Silbermine nach Uranvorkommen forscht. Damit ließe sich ausreichend Geld bekommen, um das Haus zu halten. Die Kinder schauen in die Mine, dürfen sie wegen der Gefährlichkeit aber nicht weiter betreten.
Eines Abends hält Adrian eine Verabredung nicht ein. Die Kinder machen sich am nächsten Tag auf die Suche und finden heraus, dass er in der Silbermine stecken muss. Während Mike Hilfe holt, tasten sich Philipp und Georgie vor und sehen ihn schließlich in einer Spalte liegen, während von unten Wasser hochsteigt. Er wollte über eine einfache Brücke die Kluft überwinden und ist dabei abgestürzt. Als Retter erscheint zunächst der Mann eines befreundeten Touristenehepaares, Herr Stern, der Adrian unter Aufbietung all seiner Kräfte und unter Zuhilfenahme eines Seils nach oben holt und damit im letzten Moment rettet. Die Kinder schaffen die beiden Männer zum Höhleneingang, wo weitere, von Frau Stern alarmierte Hilfskräfte eintreffen.
Während Adrian im Krankenhaus liegt, kommt Frau Whitehead zum Haus von Dora. Sie war einst mit deren Vater liiert und will jetzt mit ihm das Haus bewohnen. Sie hat die nötigen finanziellen Mittel. Dora, von den Sorgen befreit, wird Adrian heiraten.
Erstveröffentlichung: 1954
Illustrationen von G. Dunlop
Dieser Roman wurde nur in Englisch veröffentlicht.

## Abenteuer in Paris
Handlung
Die Jugendlichen Rob, Judy und Linda Marriott ziehen mit Eltern nach Paris, da der Vater dort eine Stelle als Diplomat annimmt. Sie lernen Gino kennen, der im Haus auf der gegenüberliegenden Straßenseite wohnt. Dort tun sich verdächtige Vorgänge. Durch Beschattungen finden sie heraus, das ein Rauschgifthändlerring sein Unwesen treibt. Eines Tages ist Gino verschwunden, da er beim Herumschnüffeln ertappt wurde. Die Freunde machen eine Klettertour durch das baufällige Nachbarhaus in Ginos Haus. Dort finden sie einen verdächtigen Raum vor, in dem Kisten zum Transport über einen Lift bereitstehen.
Sie alarmieren die Polizei, die jedoch nicht gewillt scheint, irgendetwas zu unternehmen. Sie schaffen es schließlich, den hohen Polizeioffizier Monsieur André mit in Ginos Haus zu nehmen. Da er dort nichts findet, weil der verdächtige Raum wieder gut verborgen wurde, finden sie immer noch kein Gehör.
Schließlich holen sie sich Unterstützung von ein paar Freunden Ginos. Sie schnappen sich zwei der Verbrecher und eine Kiste. Plötzlich werden sie verfolgt und flüchten mit dem Auto, die anderen hinterher. Sie bauen einen Unfall, bei dem sie zum Glück nicht schwer verletzt werden. Es war die Polizei, die hinter ihnen her war. Monsieur André erklärt, dass sie die Verbrecher schon lange im Blick hatten, aber sie nicht vorzeitig nervös machen wollten, daher die mangelnde Unterstützung für die Freunde.
Englischer Originaltitel: „Paris Adventure“, Erstveröffentlichung 1954

## Eine Überraschung jagt die andereoderSo tüchtig wie Tissie
Handlung
Dieser Roman ist kein Krimi, sondern erzählt von den Irrungen und Wirrungen einer jungen Frau beim Eintritt ins Erwachsenenleben. Er ist eher für Mädchen geeignet.
Tissie, die eigentlich Patricia heißt, hat ihre Schulzeit beendet und kehrt in ihr Heimatdorf Little Mallows in Sussex zurück, wo sie bei ihrem Großvater, dem Pfarrer, und Tante Puss lebt. Tissie möchte Schriftstellerin werden und findet in dem erfahrenen Literaten Herrn Gordon einen Mentor. Abwechslung in den Alltag im Pfarrhaus bringt die Aufnahme von vier Kindern einer befreundeten Familie, deren Eltern nach Singapur müssen. Der Älteste, Mark, ist auf dem Weg, ein berühmter Pianist zu werden. Außerdem sind da noch Anne und die jungen Zwillinge Peter und Judy.
Die größte Bewährungsprobe für Tissie steht an, als bei einem Unglücksfall Judy um ein Haar ums Leben kommt. Als die Zwillingskinder allein zu einem Picknick aufbrechen, verletzt sich Judy den Fuß und kriecht in einer Scheune unter, während Peter sich völlig erschöpft auf die Suche nach Hilfe macht. Bei der am Abend durchgeführten großen Suchaktion stoßen Anne und Tissie zunächst auf Peter, und Tissie eilt dann zu Judy zur Scheune. Diese steht inzwischen in hellen Flammen, da Judy ein Streichholz ins Stroh hat fallen lassen. Im letzten Moment kann Tissie das Mädchen aus einem Fenster ziehen und rettet ihm dadurch das Leben. Kurz darauf treffen andere Hilfskräfte ein.
Mark und Tissie gehen eine Beziehung ein.
Englischer Originaltitel: "Little Mallows", Erstveröffentlichung 1955

## Abenteuer im Libanon
Handlung
Die Jugendlichen David, Carol und Tim besuchen Tante Fanny Carmichael, die in einem Haus oberhalb von Beirut lebt. Sie werden von dem mit ihr befreundeten Leutnant John Monkton abgeholt, mit dem sie sich ebenfalls anfreunden. Die Tante ist sehr nervös. Kürzlich wurde sie bedrängt, ihr Haus zu verkaufen, dann wurden ihre Hunde vergiftet. Nun hört sie von Zeit zu Zeit eine schaurige Melodie, und ihre Dorfbekanntschaften wenden sich aus Aberglauben von ihr ab. Von ihrem Nachbarn Bir Hak erfahren die Jugendlichen, dass sich um die Melodie einer Sage handelt, die ihrer Tante den Tod ankündigen soll. Bir Hak rät dazu, dass sie das Haus dringend verlässt. Die Jugendlichen glauben jedoch weder an Übernatürliches noch an einen Scherz. Sie entdecken, dass die Töne aus dem Brunnen im Hof kommen.
Dann treffen sie auf Herrn Perugini, der in verdächtiger Weise Bir Hak und dessen von ihm im Verborgenen gehaltenen Kumpel ausspioniert. Es stellt sich heraus, dass Perugini Privatdetektiv ist und sowohl für Tante Fanny arbeitet als auch für die Regierung Diamantenschmugglern auf den Fersen ist. Die Jugendlichen tun sich mit ihm und John zusammen und finden auf dem Grundstück von Bir Hak den Eingang zu einem Gewölbe. Dort sehen sie zunächst das Instrument, mit dem die schaurigen Töne erzeugt werden.
Als sie dann das Versteck der Diamanten finden, wird eine Alarmanlage ausgelöst. Bir Hak, bei dem gerade Carol zum Tee eingeladen ist, steigt durch eine Luke in seinem Wohnzimmer herunter und bedroht sie mit einem Revolver. Der Komplize flüchtet. Bir Hak will das Gewölbe mit den Freunden sprengen. In letzter Minute wird er zunächst von Carol angegriffen und dann hat er auch schon die Hunde über sich. Denn Tante Fanny hatte sich Sorgen gemacht und eilte ihnen darum zu Hilfe. Bir Hak wollte ihr Haus, um eine Schmuggelverbindung über das Gewölbe mit seinem eigenen Haus zu schaffen.
Englischer Originaltitel: „Lebanon Adventure“, Erstveröffentlichung 1955

## Abenteuer in Kaschmir
Handlung
Die Geschwister Sue und Peter verbringen ihre Ferien in Kaschmir an einem See am Fuß des Himalaya. Sie lernen den Besitzer des benachbarten Hausbootes, den Arzt Geoffrey, und seine Schwester Amanda kennen, sowie den Maler Pearsall, der auf einem weiteren Hausboot ist.
Geoffrey und Amanda sind in Sorge um ihren Vater, einen Wissenschaftler, der sich in die Einsamkeit des Gebirges zurückgezogen hat. Er will sich über die Folgen einer Erfindung, die er gemacht, klar werden. Die Freunde beschließen, den anstrengenden Aufstieg über unwegsames Gelände zu machen, um ihn zu suchen.
An der Erfindung interessiert ist jedoch auch der reiche Inder Sober Singh, der sich von der in einer Phiole befindlichen Substanz eine Verjüngung verspricht. Seine Leute können sich die Phiole zuerst schnappen, während der Vater tot aufgefunden wird. In einer beispiellosen Hetzjagd gelingt es den Freunden, die Phiole wieder an sich zu bringen und gemäß dem Willen des Vaters, der Gehirnschäden durch die Substanz befürchtete, zu vernichten.
Englischer Originaltitel: „Kashmir Adventure“, Erstveröffentlichung 1956

## Corsican Adventure
Handlung
Die Marriott-Geschwister Rob, Judith und Linda fahren mit dem Auto nach Korsika in den Urlaub. Zufällig ist auch ihr Freund Gino dort, weil er einen Auftrag für Monsieur André von der Sȗreté ausführt. (Alle diese Personen sind schon aus dem Abenteuer in Paris bekannt.)
Gino arbeitet als Chauffeur bei dem Wissenschaftler Lindgren, der im Zusammenhang mit dem Diebstahl und Schmuggel von radioaktivem Material verdächtigt wird. Lindgren hat ein altes, verfallenes Thermalbad gekauft und führt dort verdächtige Aktivitäten durch. Als größter Coup der Bande gilt das Verschwindenlassen eines mit Nuklearmaterial beladenen Flugzeugs, das auf der Ebene hinter dem Haus hätte landen können.
Die Geschwister suchen die Bekanntschaft mit dem in der Nähe wohnenden Major Goring, der bei einer Befragung durch die Polizei den Eindruck erweckt hatte, er wüsste mehr als er sagte. Es stellt sich heraus, dass er den korsischen Outlaw Pierre versteckt hält, aber sie beide ebenfalls gegen Lindgren ermitteln. Durch einen Tunnelgang hinter seinem Haus gelangen die Freunde in eine Höhle, von der aus man in den stets verschlossenen Raum des Wissenschaftlers schauen kann. Dort befindet sich wider Erwarten nicht das zerlegte verschwundene Flugzeug, jedoch Behälter mit Nuklearmaterial.
Sie kommen schließlich darauf, dass die Flugzeugteile in den Wassertanks hinter dem Haus sein müssen. Bei der erfolgreichen Suche danach werden die Freunde von Lindgrens Partner François überrascht, der sie zwingt, zu Lindgren mitzukommen. Dieser offenbart ihnen seine wahnsinnigen Pläne, mit Hilfe des Nuklearmaterials die Weltherrschaft zu übernehmen und eine Herrenrasse zu implementieren.
Anschließend sperren die Verbrecher die Freunde in den Höhlenraum ein. Gino entdeckt den Sprengstoff, mit dem die Räume aus dem Fels gesprengt wurden, und nutzt ihn, um einen Durchgang zur oberen, mit dem Tunnelgang verbundenen Höhle zu schaffen. Dadurch können die Freunde entkommen.
Die Verbrecher nehmen ihren Lastwagen, um das Nuklearmaterial zur Küste zu transportieren. Gino springt hinten auf den LKW auf, auch Rob und Judy folgen. Gino hat etwas Sprengstoff mitgehen lassen, den er bei der ruckligen Fahrt vor dem Explodieren bewahren muss. Major Goring und Linda machen sich derweil auf den Weg, um die Polizei zu verständigen. Die Verbrecher laden ihre Fracht auf ihre beiden Boote um. Während sie gerade wieder am LKW sind, löst Gino mit dem Sprengstoff einen Felssturz aus, der die Boote mit dem radioaktiven Material versenkt. Dabei wird er selbst schwer verletzt. Monsieur André, der sich bereits in der Nähe befand, konnte direkt alarmiert werden und erscheint mit seinem Männern, um die Verbrecher festzunehmen. Die See muss von dem radioaktiven Material dekontaminiert werden.
Erstveröffentlichung: 1957
Illustrationen von Marcia Lane Foster
Dieser Roman wurde nur in Englisch veröffentlicht.

## Schatten über Penderwick
Handlung
Anne, Robin, Val und Charles machen Urlaub mit Tante Hattie, die auch noch sehr jung ist. Sie hat das Hotel Haus Penderwick in Yorkshire geerbt. Als sie dort eintreffen, ist das Verwalterehepaar Stones Knall auf Fall weggelaufen, und die Gäste bereiten sich auf die Abreise vor. Die Freunde übernehmen jedoch die Betreuung der Gäste, unterstützt von der Wirtschafterin Frau Gill.
Hattie erhält mehrere Angebote, das Haus zu vermieten. Offenbar ist jemand sehr daran interessiert, dass die Pension geschlossen wird. Der neu eintreffende Gast Simon, der sich zunächst Druce nennt, verhält sich besonders verdächtig. Anne, Robin und Charles verfolgen ihn nachts zu einem See, an dem mehrere alte Werkhallen liegen. Es stellt sich heraus, dass der Industrielle Betterton, Simons Onkel, dort ein neues Auto testet, dessen Markteinführung kurz bevorsteht, den „Traveller“. Herzstück des Wagens ist der Wärmeausgleicher.
Der Verbrecher Jarrett will sich die Innovation gewaltsam aneignen und hatte deswegen die Verwalter Stones bestochen wegzugehen. Eines Nachts schlägt er Bettertons Angestellten Jim nieder und raubt den Wärmeausgleicher zusammen mit einem Komplizen. Die Stones tauchen reumütig wieder im Hotel auf. Es stellt sich heraus, dass Herr Jarrett mit dem Pensionsgast Herr Knox identisch ist und der Gast Oberst Maine sein Komplize.
Als Hattie ihren Wagen holt, um zur Polizei zu fahren, findet sie durch Zufall den Wärmeausgleicher, der in der Nähe ihres Hauses versteckt ist. Die Verbrecher kidnappen sie und fahren mit ihr zum See. Während die Männer die Werkshallen anzünden, wirft Hattie den Wärmeausgleicher in den See. Sie wird bewusstlos geschlagen und ins Wasser gestoßen. Die herbeieilenden Freunde können sie gerade noch retten. Vor der Polizei bestreiten Oberst Maine und Herr Knox die Taten, und Hattie hatte die Männer nicht genau erkannt. Mit Hilfe von Bildern, die der Pensionsgast Fletcher Ingram eines Tages bei den Werkshallen gemacht hatte, können sie jedoch überführt werden.
Hattie und Simon heiraten.
Englischer Originaltitel: „Shadow on the Wall“, Erstveröffentlichung 1958

## Mission on the Moor
Handlung
Die Jugendlichen Sandra, Bill, Peter und Margery weilen als Feriengäste in einem Haus am Dartmoor. Es wird von Captain Bayne und seiner Frau betrieben, gehört jedoch seinem Bruder Mr. Arthur. Als neuer Feriengast trifft Mary ein, die sich mit ihrer Heimlichtuerei verdächtig macht. Es stellt sich heraus, dass sie mithilfe ihres Bruders Tim auf der Suche nach einem Dokument im Haus ist, mit dem ihr Vater entlastet werden kann. Dieser wurde vor Jahren wegen Geheimnisverrats festgenommen und kam dann bei einem Unfall ums Leben.
Mr. Arthur trifft ein und macht mit seiner Kälte und seinem Sarkasmus schnell klar, warum seine Besuche so gefürchtet sind. Er erfährt von dem Dokument und macht sich ebenfalls auf die Suche. Denn er war damals der eigentlich Schuldige, und Mr. Arthurs Vater wollte sich vor seinem Tod entlasten, wozu er ein Geständnis verfasste und samt Eigentumsurkunde für das Haus versteckte.
Mr. Arthur schließt schließlich die Pension, damit die anderen nicht weiter suchen können. Kurz vor der Abreise stößt Mary jedoch auf die Dokumente und wird dann von Mr. Arthur gnadenlos gejagt. Der zieht aber am Ende den kürzeren, indem er zunächst von einem Balken abstürzt und dann von Sandras angereister Kusine und der Polizei festgesetzt wird.
Illustrationen von Marcia Lane Foster
Dieser Roman wurde nur in Englisch und Niederländisch veröffentlicht.

## London Adventure
Handlung
Gino, der Freund von Rob, Judith und Linda aus Abenteuer in Paris und Corsican Adventure, ist in Marlow bei London bei den Marriotts zu Gast. Er ist nun Erbe des reichen Mr. Jansson, für den er arbeitete. Er hat ein Auge auf Klaus, den Sohn des ebenfalls reichen Mr. Weissmann, der ihm verdächtig vorkommt und den er seit einiger Zeit beschattet.
Herr Weissmann hat sein Schloss zu einem Altenwohnheim und einer Pflegeanstalt für spastische Jugendliche umgebaut und gilt dadurch als Wohltäter. Es stellt sich jedoch heraus, dass er am Aufbau eines Naziimperiums mitwirken will.
In London erfahren die Jugendlichen, dass Weissmanns Chauffeur sich angeblich umgebracht hat. Sie verfolgen Verdächtige zu einer Lagerhalle mit Mineralwasserflaschen. Bei einer nächtlichen Pirsch mit dem Boot zum Weissmannschen Anwesen werden sie Zeugen eines Streits zwischen Klaus und dem Wissenschaftler Professor Bartram. Dieser wird von Klaus ins Wasser gestoßen und von den Jugendlichen vor dem Ertrinken gerettet. Die Sache wird nun klarer: Mit einer chemischen Substanz, deren Pläne Herrn Bartram gestohlen wurden, will Weissmann die Massen gefügig machen. Dazu lässt er unter seinen neu gebauten Terrassen versteckte Lagerräume anlegen. Das Mineralwasser dient als Tarnung.
Klaus hat jedoch eigene Pläne. Er will mit den Dokumenten aus dem Safe flüchten und legt zur Tarnung Feuer. Die Jugendlichen befürchten, dass die alten Leute aus dem Erdgeschoss dabei umkommen. Als sie schwer geschockt nach Hause kommen, finden sie jedoch die Alten bei ihnen im Wohnzimmer versammelt. Weissmanns Hausangestellte Frau Lindt, die zugleich die Schwester von Professor Bartram ist, hatte auf eigene Faust nach den Dokumenten gesucht und dabei die Vorbereitungen für das Feuer entdeckt. So konnte sie rechtzeitig mit den Alten flüchten.
Klaus wird von der Polizei verfolgt und baut dabei einen Unfall, bei dem er getötet wird.
Illustrationen von Marcia Lane Foster
Dieser Roman wurde nur in Englisch veröffentlicht.

## Abenteuer in Italien
Handlung
Das englische Mädchen Alison freut sich sehr, dass es ihr gelingt, eine Hausangestelltenstelle am Comer See zu bekommen. Von Beginn an häufen sich jedoch die Merkwürdigkeiten. So wird sie gar nicht nach ihren Fähigkeiten, sondern nach ihrer Körpergröße gefragt. Und im Haushalt der Biancos hat sie gar nichts zu tun. Sie freundet sich mit der Familie Rusk an, insbesondere mit dem Jugendlichen George und den Zwillingen Anna und Soso.
Gleichzeitig kommt die Nachricht, dass ein dreister Bankräuber, der „Impudente“, und seine Komplizin sich am Comer See aufhalten könnten. Herr Bonelle von der Versicherungsgesellschaft quartiert sich bei den Rusks ein und sucht gleichzeitig mit Kommissar Maestri nach den Verbrechern.
Auf einmal muss Alison die Biancos verlassen und Angestellte bei der Comtessa (Gräfin) werden, die mit ihrem alten, etwas verrückten Onkel in einem großen Haus in der Nähe wohnt. Wieder bekommt Alison fast nichts zu tun. Sie gehen jedoch mit George als Fahrer auf eine Fahrt durch die Toskana. Dort verteilt die Comtessa einen Koffer voll Geld an ärmere Haushalte. Kurz vor der Rückreise entdeckt Alison, das man ihr den Pass und einige Kleidungsstücke gestohlen hat. Sie und George sind geschockt, als sie entdecken, das die Comtessa die Diebin ist.
Der Impudente, der eine Maske trägt, wird in der Nähe des Anwesens der Gräfin gesichtet. Während die Polizei schon um das Haus Stellung bezogen hat, entdecken die Freunde, dass ein zweites Mädchen dort wohnt. Während die Zwillinge zum Kommissar eilen, machen sich Alison und George auf die Suche nach einer Geheimkammer und entdecken schließlich einen Eingang in einem Brunnen. Dort finden sie den alten Onkel der Comtessa wie auch das Mädchen, dass sich als die Komplizin des Impudente herausstellt und sie mit einer Waffe bedroht. Da erscheint zur Erleichterung von Alison und George Herr Bonelle, der sich dann allerdings als der Impudente zu erkennen gibt. Sein Plan war, das Mädchen mit Alisons Pass und Kleidern über die Grenze nach Frankreich zu bringen.
Während die Verbrecher noch überlegen, was sie mit den Jugendlichen machen, entdeckt der Alte, dass die Bande all seine Schätze gestohlen hat, und betätigt rasend vor Wut einen Mechanismus, mit dem er das Gewölbe unter Wasser setzen kann. Da Herr Bianco, von Gewissensbissen geplagt, dem Kommissar von dem Brunneneingang und dem Flutungsmechanismus erzählt hat, kommt die Polizei gerade noch rechtzeitig, um die Jugendlichen zu retten.
Die Comtessa, die geglaubt hatte, dass der Impudente das erbeutete Geld für wohltätige Zwecke verwenden wollte, stirbt an Herzversagen.
Englischer Originaltitel: „Italian Adventure“, Erstveröffentlichung 1964

## Abenteuer in Schottland
Handlung
Die Jugendlichen Sara, Hugh und Oliver wollen einen Urlaub auf der Insel Skye verbringen. Als sie dort ankommen, ist jedoch aufgrund eines Missverständnisses ihr Quartier bereits belegt. Sie nehmen das Angebot an, stattdessen auf ein Eiland in der Nähe zu gehen. Dieses gehört Iain Macdonald, der sie in seinem kleinen Gehöft einquartiert. Auch der Junge Bobby wohnt im Haus. Am anderen Ende des Eilands befindet sich ein Schloss, das Iain an Herrn Steele vermietet hat, der mit Frau und zwei Dienern eingezogen ist. Herr Steele wünscht keinen Kontakt.
Die Freunde bemerken, dass Iain tagsüber sehr müde ist, weil er jede Nacht unterwegs ist. Er gesteht, dass er auf der Suche nach einem Wikingerschatz ist, der sich auf der Insel befinden soll. Er hat Angst, dass Herr Steele ebenfalls hinter dem her ist. Dies ist jedoch nicht der Fall.
Als weiterer Gast zieht Frau Musson bei Iain ein. Nach und nach wird klar, dass sie für den britischen Geheimdienst arbeitet, und die Leute um Herrn Steele für die Gegenseite, den russischen Geheimdienst. Sie haben das abgelegene Schloss als Quartier gewählt, um dort Agenten zu verbergen oder durchzuschleusen.
Die Freunde nutzen einen Geheimtunnel, der bis hinter den Heizungskörper des Wohnzimmers im Schloss führt, um den Gegner abzuhören. Als Dokumente auf dem Tisch liegengelassen werden, wagt sich Sara ins Zimmer, muss jedoch sofort zurückkriechen, da jemand zurückkommt. In der Hektik verliert sie ihren Gürtel.
Steele hat den Gürtel gefunden und erscheint am nächsten Tag mit seinen Dienern im Haus von Iain. Alle werden mit Waffengewalt gezwungen, das Eiland zu verlassen, nur Bobby wird zunächst nicht entdeckt. Zuvor haben die Verbrecher jedoch das Schiff leckgeschlagen und eine Sprengladung angebracht. Sobald sie außer Sicht sind, springen alle ins Wasser und retten sich in eine Bucht. Nur Iain bleibt noch auf dem Schiff. Als dieses zu einem Feuerball wird, befürchten die Freunde, dass er dabei umgekommen ist.
Die Freunde retten zwei Gefangene aus Steeles Hand. Einer kann noch einen Funkspruch absetzen, der ein feindliches U-Boot abdrehen lässt. Als die Verbrecher eine Suche starten, versucht der zurückgekehrte Iain sie abzulenken, schließlich werden aber alle Freunde gefangen genommen. Doch da erscheint Michael, der Führungsoffizier von Frau Musson, der mit einigen Männern von Skye herübergefahren ist. Die Verbrecher werden festgenommen.
Beim Verlassen ihres Unterschlupfs entdecken die Freunde plötzlich den Wikingerschatz.
Erstveröffentlichung: 1965
Illustrationen von Marcia Lane Foster

## Abenteuer in Wales
Handlung
Tante Georgie hat eine bunt gemischte Gesellschaft in ihr Landhaus in Wales eingeladen. Darunter sind auch die Jugendlichen Jeannie, David, Serena und Jimmy. In der Nähe liegt eine Farm, die man über eine Schlucht erreicht, und oberhalb davon ein Stausee. Auf der Farm lebt Owen, die Liebe von Serena, mit seiner übellaunigen Adoptivmutter Mrs. Rees.
Nach und nach häufen sich die seltsamen Vorkommnisse. Einige Gäste benehmen sich sehr merkwürdig. Verdächtige Männer schleichen um den See, in dem Diebesgut lagern soll. Es geht das Gerücht, dass Sam Rees, der Sohn der alten Frau. Rees, nicht wie allgemein angenommen vor Jahren ums Leben gekommen ist.
Als schließlich Owen verschwindet, eskaliert die Situation. Zunächst macht sich Serena auf die Suche nach ihm und wird ebenfalls gefangen genommen. Die anderen Jugendlichen können Owen aus dem Turbinenhaus des Staudamms befreien. Als sie talwärts flüchten, werden sie von dem Pensionsgast „Pfarrer Grange“ alias Sam Rees erwischt, der sie wieder nach oben treibt. Er will sie alle einsperren und den Damm dann sprengen. Unterwegs treffen sie auf Serena, die von einem Komplizen freigelassen wurde, der nicht zum Mörder werden will. Plötzlich wird der Damm gesprengt. Die anderen Komplizen wollten nicht mit Sam teilen und haben die Sprengung früher ausgeführt.
Die Jugendlichen können gerade noch über einen Durchgang entkommen, der sich zwischen der Kaskade aus dem See und dem dahinterliegenden Felsgestein befindet. Sam Rees wird von den Wassermassen fortgerissen und kommt ums Leben, seine Mutter erleidet einen Schlaganfall. Die Hilfsmannschaften weiter unter treffen zum Glück erst ein, als die Flut vorbei ist, da sie wegen von den Verbrechern zerstörter Kommunikationsmittel erst verspätet benachrichtigt werden konnten. Die Polizei findet einen Koffer im See, der lediglich Backsteine enthält, so dass die Verbrechen umsonst waren.
Englischer Originaltitel: „Welsh Adventure“, Erstveröffentlichung 1966

## Austrian Adventure
Handlung
Der junge Graf Erich von Talheim, seine Schwester Maria und sein Cousin Wolfgang besitzen eine Burg in Österreich. Zum Haushalt gehören Butler Brewer, Hausmädchen Anna und Hauslehrer Siegler.
Erich befindet sich bei den Freunden Tessa und Arzt Rodney in England, als er eine mysteriöse Nachricht von Brewer erhält, worin er ihn um dringende Rückkehr bittet. Als er mit Rodney und Tessa zuhause eintrifft, ist Brewer verschwunden, angeblich nach England verreist, und hat keine weitere Mitteilung hinterlassen.
Rodney verliebt sich in die schöne Maria. Sie hat jedoch schon eine Beziehung mit Terence, einem reichen jungen Mann, den sie an der Riviera kennenlernte. Rodney nimmt sich vor, Terence zu prüfen, damit er Maria in guten Händen weiß.
Maria hat zeitweise schwere nervliche Attacken, die aus dem Zweiten Weltkrieg herrühren, in dem ihre Eltern vor den Augen der Geschwister getötet wurden. Dafür war der Nazi Reinhardt verantwortlich. Die Eltern hatten kurz zuvor einen Diamantenschatz versteckt, dessen Versteck nur Maria kennt, aber ihre Erinnerung ist durch den Schock blockiert.
Terence dringt auf eine schnelle Heirat mit Maria, mit dem Hintergedanken, sich die Rechte auf den Schatz zu sichern, doch Erich ist gegen eine überstürzte Heirat.
Rodney, Tessa und Wolfgang gehen mit Maria den Berg hinunter zur Kirche. Erich will ihnen auf dem Rückweg mit dem Auto entgegenkommen. Die anderen steigen bereits den Berg hinauf, als sie über sich ein Getöse hören. Es ist Erich, bei dessen Auto die Bremsen versagen und der verzweifelt versucht, den Wagen unter Kontrolle zu bringen. Die anderen bringen sich im Straßengraben in Sicherheit, dann schießt der Wagen vorbei und läuft schließlich auf einer Wiese aus. Es stellt sich heraus, dass die Bremsflüssigkeit vorsätzlich abgelassen wurde. Wolfgang fährt ihn ohne funktionstüchtige Bremsen bergauf zurück.
Die Freunde wollen nun herausfinden, was mit Brewer passiert ist. Sie finden zunächst seinen Pass und seinen Koffer, dann ihn selbst. Er wurde in einen Schacht auf der Burg hinabgestoßen, lebt aber noch. Es stellt sich heraus, dass Terence der Sohn des Nazis Reinhardt ist und den Schatz haben will. Brewer hatte ihn erkannt und zur Rede gestellt. Außerdem war Terence bei seinem reichen Ziehvater in Ungnade gefallen.
Da Terence seine Abwesenheit von der Burg vorgetäuscht hat, gelingt es ihm, die Freunde zu überrumpeln, und er will sie in eine Kammer einsperren, aber nicht umbringen. Dabei wird er von Siegler angegriffen, der selbst verdächtig war und sich nun als sein gutartiger Bruder herausstellt. Terence verletzt Siegler mit einem Schuss, dann wird er von den anderen überwältigt. Maria, die Terence nun endlich heiraten wollte, kommt hinzu und bekommt angesichts des blutenden Siegler einen Schock, der ihr die Erinnerung zurückbringt. Sie verrät den anderen das Versteck des Schatzes im Garten. Terence konnte zwischenzeitlich türmen, lauscht aber hinter der Tür, und jagt sofort davon, um den Schatz zu holen. Die anderen verfolgen ihn.
Terence versucht, mit dem Wagen von Erich zu flüchten. Er denkt, dass der repariert wurde. Da er nicht so gut fährt wie Erich, prallt Terence mit dem Wagen, den er selbst manipuliert hatte, gegen Felsen und kommt zu Tode. Bei ihm werden der Schatz und ein ausführliches Tagebuch gefunden. Darin steht auch, dass er Maria wirklich geliebt hat.
Maria überwindet den Schock und fährt nach England. Sie und Rodney werden heiraten.
Erstveröffentlichung: 1968
Illustrationen von Marcia Lane Foster
Dieser Roman wurde nur in Englisch veröffentlicht.

## Abenteuer auf Jersey
Handlung
Die Jugendlichen Doris, George und Hugh bekommen von dem alten, mürrischen Herrn LeMont Ferienjobangebote auf der Insel Jersey. Während Doris und George in einem Hotel aushelfen, ist die Aufgabe von Hugh ziemlich unklar. Er soll einfach nur in der Nähe sein. Le Mont, der in einem Turm an der Küste lebt, hat vor irgendetwas große Angst. So hört er zum Beispiel bedrohliche Stimmen. Die Jugendlichen verdächtigen zunächst den Enkel Edward, der mit der zänkischen Mutter, der Tochter von LeMont, zusammen lebt.
Auf einer Farm in der Nähe wohnt das Ehepaar Renouf, das für LeMont arbeitet, mit dem Mädchen Ellie. Ellie, die die Freundin von Edward ist, bietet sich an, ein bisschen die Augen beim Turm offenzuhalten. Plötzlich ist sie verschwunden. Auf dem Tisch finden Doris und George eine Nachricht, dass sie gesehen hat, wie zwei Männer in den Kassenschrank in LeMonts unterem Turmzimmer gestiegen sind. Offenbar ist sie anschließend gekidnappt worden. Doris und George finden den Eingang im Kassenschrank und gelangen in einen alten Schmugglergang, der zu einer Höhle am Meer führt. Dort werden sie von dem Verbrecher Petrini erwischt, können aber durch den Gang zurück fliehen.
Dann klingelt Kapitän Meredith an der Haustür, der ein Hotelgast sowie Schachpartner von LeMont ist, und will ihnen helfen, Ellie freizubekommen. Doris und George hegen keinen Argwohn und lassen sich von ihm in seinem Boot mitnehmen, wo der Verbrecher Petrini schon wartet. Er setzt sie auf einem Eiland aus, wo sich Ellie bereits befindet. Kapitän Meredith plant sie auf der Rückfahrt von Frankreich mitzunehmen, rechtzeitig bevor das Eiland von der Flut überspült wird. Der Verbrecher lässt jedoch auch ihn aussteigen.
Der Kapitän macht sich Vorwürfe, da er niemanden ernsthaft in Gefahr bringen wollte. Die Flut steigt, und schließlich wird Ellie ins Meer gespült. Kapitän Meredith springt hinterher und hält sie über Wasser. Beide werden abgetrieben. Hugh und Edward haben die Sache mit dem unterirdischen Gang und das Verschwinden der Freunde mitgekriegt, und sausen mit einem Schiff hinterher, das gerade bereit gemacht wurde. Sie können zunächst Ellie und den Kapitän retten, dann Doris und George, gerade bevor das Eiland vollends überspült wird.
LeMont hatte bei der Schmugglerbande mitgemacht, um Stücke für seine Münzsammlung zu bekommen, doch dann wurde er zum Verlassen des Turms gedrängt.
Englischer Originaltitel: „Jersey Adventure“, Erstveröffentlichung 1969

## Adriatic Adventure
Handlung
Die Geschwister Dermott und Julie und ihre Kusine Marasita reisen nach Dubrovnik, um ihre Freundin Veza zu besuchen. Auf dem Hinflug lernen sie Ivo und den neunjährigen Jungen Teddy kennen, die ein Geheimnis umgibt. Die erste sonderbare Begebenheit ergibt sich, als Ivo die Jugendlichen bittet, Teddy mit durch die Flughafenkontrolle zu nehmen.
Von Vezas Haushälterin erfahren die Jugendlichen, dass diese aufgrund eines Unglücksfalls verreisen musste, so dass sie ihre Unternehmungen auf eigene Faust machen müssen. Sie sehen Ivo wieder, der sie bittet, Teddy für zwei Tage zu sich zu nehmen. Als Hintergrund stellt sich heraus, dass Teddy zu seinem Vater Toska gebracht werden soll, der aber als albanischer Dissident von der kommunistischen Regierung verfolgt wird. Die Gegenseite will Teddys habhaft werden, um dessen Vater dazu zu zwingen, sich auszuliefern.
Die Freunde lernen auch Dick Tanner kennen, der ein Mitarbeiter von Marasitas Vater, des britischen Botschafters in Belgrad, ist.
Obwohl die Freunde Teddy als Marasitas kleinen Bruder ausgeben, lassen die Agenten der Gegenseite, die ihnen permanent folgen, sich nicht täuschen und schaffen es mit Hilfe einer gefälschten Nachricht, die Übergabe des Jungen an sie zu erreichen. Über Ivos Kontaktleute nehmen sowohl die Freunde als auch die Agenten der Gegenseite die Spur zu Toska auf.
In den Bergen von Montenegro, wo sich Toska versteckt hält, kommt es bei einem Unwetter zum Showdown. Der Junge wird an ein Seil gebunden, das als Zündschnur präpariert ist. Toska setzt sich ab, während Ivo vorgibt, Toska zu sein, und dadurch zwei der feindlichen Agenten auf seine Verfolgung zieht. Der dritte Agent steigt aus und befreit Teddy. Dermott, Julie und Marasita bergen Teddy und helfen ihm, zusammen mit seinem Vater Toska zu fliehen. Die zwei feindlichen Agenten werden dessen gewahr und wollen die Verfolgung aufnehmen. Die Freunde treffen jedoch auf Dick Tanner und bitten ihn, mit seinem Wagen die Straße zu blockieren, so dass Toska und Teddy die Flucht gelingt. Ivo, der schwer krank ist, aber nun seine Mission erfüllt hat, stirbt aufgrund der großen Anstrengung. Die Freunde werden von Dick zu Marasitas Vater nach Belgrad gebracht.
SBN: 460 05795 2
Illustrationen von Margaret Weatherbee
Dieser Roman wurde nur in Englisch veröffentlicht.

## Karibisches Abenteuer
Handlung
Die Jugendlichen Patricia, Lucy und Justin bekommen von Urgroßmutter Hamilton eine Reise auf die Karibischen Inseln geschenkt, um ihren Vetter Derek zu besuchen, der eine Plantage auf Grenada besitzt. Doch als sie ankommen, ist Derek gar nicht da, angeblich verreist. Sie lernen den unsympathischen Verwalter Carver und Dereks Stiefmutter Frau Arbuthnot kennen und freunden sich mit den Nachbarn Edward und Verena Dale an.
Schon bald häufen sich die Merkwürdigkeiten. Warum sollte Derek die Plantage unbedingt verkaufen? Warum werden sie von dem Verwalter ständig belogen? Wovor hat Dereks Stiefmutter so eine panische Angst?
Es gelingt ihnen schließlich, Derek zu finden, der einem Verbrechen auf der Spur war, und nach einem Angriff der Verbrecher nun verletzt in einer Hütte liegt. Sie retten ihn ins Krankenhaus.
Dann erhalten sie mehrere Warnungen, das Gut unverzüglich zu verlassen, da ihnen eine tödliche Gefahr drohe. Auch die Polizisten Murray und Baker schicken sie fort. Sie entdecken jedoch, dass sie falsche Polizisten sind, und begeben sich an den Schauplatz des geplanten Coups, einen Hurrikan-Schutzraum, in dem geschmuggelte Goldbarren gelagert sind. Dort werden sie jedoch erwischt und sollen von Murray und Baker umgebracht werden. Auch Edward und Verena gehören zu der Bande, sie betätigen sich als Hehler und fahren die Beute mit ihrem Boot weg. Sie wollen jedoch nicht zu Mördern werden, und so schießt Edward im letzten Moment auf den Wagen der Verbrecher, wodurch diese einen tödlichen Unfall erleiden. Wenig später trifft die vom Taxifahrer Fitzroy und ihrem Freund Geoffrey alarmierte Polizei ein.
Englischer Originaltitel: „Caribbean Adventure“, Erstveröffentlichung 1971

## Abenteuer in Griechenland
Handlung
Die Zwillinge Brenda und Nigel reisen nach Griechenland zu ihrer Kusine Eleni, die gerade eine kleine Insel geerbt hat. Der reiche Herr Cotton, unterstützt von seinen Angestellten McKay und Frau Herckan, will ihr die Insel um jeden Preis abkaufen, doch Eleni bleibt stur. Er soll binnen Monatsfrist ausziehen. Die Jugendlichen hegen den Verdacht, dass da etwas nicht stimmt, und bekommen Unterstützung vom Agenten Herrn Ross und seinem Sohn Jeremy.
Zunächst entdecken sie, dass da ein Handel mit geraubten Kunstschätzen stattfindet. Der Italiener Luigi wird von der Bande als Arbeitssklave für Grabungen eingesetzt. Sie versprechen ihm, ihn von der Insel mitzunehmen. Auf der Insel soll es eine verborgene tiefe Höhle geben, das „Katzenauge“. Sie finden den Eingang unter einer Sitzbank und machen in der Höhle eine weitaus brisantere Entdeckung: Ein großes Waffenlager. Außerdem finden sie den zuvor gekidnappten Jeremy.
Herr Cotton, der vom Waffenschmuggel nichts wusste, kommt ebenfalls in die Höhle. Alle zusammen werden von den Verbrechern McKay und Frau Herckan erwischt. Sie sind durch einen anderen Eingang gekommen und haben den ersten dichtgemacht. McKay will durch eine Sprengung die Gegner vollständig in der Höhle einschließen. Luigi ist den Verbrechern jedoch nachgeschlichen und kommt gerade rechtzeitig. Er nimmt eine Handgranate vom Waffenstapel und lässt sie bei den Verbrechern hochgehen. Diese stürzen dadurch durch den tiefen Abgrund zum Meer hin in den Tod. Anschließend steht den Freunden aber noch eine sehr riskante Klettertour bevor, bis sie die Höhle endlich verlassen können.
Eleni und Jeremy heiraten.
Englischer Originaltitel: „Greek Adventure“, Erstveröffentlichung 1972

## Flammen über dem Tafelberg
Handlung
Peter, der seine Eltern verloren hat und bei einer alten Tante wohnte, wird von Freunden, Frau Pringle und ihren Kindern Tony und Dodo, die in Kapstadt im Haus von Herrn Garrad leben, in die Familie aufgenommen. In der Nähe wohnt die befreundete Familie de Groetz mit ihrem Sohn Jan.
Die andere Nachbarin ist die abweisende und unheimliche Frau Allingham, genannt „Der Drache“, die unerwünschte Besucher mit ihrem Hund zu verjagen pflegt. Als jedoch Peter mit Tony und Dodo dort erscheint, werden sie wider Erwarten von Frau Allingham ins Haus gebeten und freunden sich mit dem Hund an. Die Frau beginnt, eine seltsame Vorliebe für Peter zu fassen.
Von Herrn Garrad erfahren sie, dass es drei Jahrzehnte zuvor eine gewaltsame Auseinandersetzung gegeben hatte, bei dem Frau Allinghams Sohn ums Leben kam und die Gerichte gegen diesen urteilten. Seitdem ist sie von einem Groll deswegen völlig besessen.
Mit Peter ereignen plötzlich seltsame Dinge. Während er normalerweise immer nett, intelligent und interessiert ist, gibt es Phasen, wo er völlig entrückt ist und nicht mehr weiß, was er tut. Dies hat schlimme Folgen für Jan de Groetz, den er bei gemeinsamen Ausflügen der Freunde, die sie mit Frau Allinghams Anwalt Eric unternehmen, gleich dreimal in Lebensgefahr bringt.
Frau Allinghams Nichte Mary kommt zu ihr und hilft den Freunden bei der Aufklärung. Sie finden heraus, dass Frau Allingham Herrn de Groetz für den damaligen Tod ihres Sohnes verantwortlich macht und Peter, der dem Sohn ähnlich sieht, mittels Hypnose durch ihren Diener Joseph dazu bringen will, als Rache Herrn de Groetz' Sohn Jan zu töten.
Joseph und der hypnotisierte Peter machen sich auf zu de Groetz' Haus, in dem gerade Jan als einziger zu Hause ist und schläft. Peter soll eine brennende Fackel in das Haus werfen, scheut aber im letzten Moment zurück. Joseph, der nur an Geld interessiert ist, zündet darauf das Haus selbst an. Während die Freunde herbeieilen, brennt es bereits lichterloh. Peter, der wieder zu Sinnen gekommen ist, unternimmt eine waghalsige Aktion, um Jan gerade noch rechtzeitig zu bergen, und wird dabei selbst schwer verletzt. Kurz darauf trifft die Feuerwehr ein. Frau Allingham erleidet einen tödlichen Herzanfall, Joseph kann leider entkommen.
Frau Pringle heiratet Herrn Garrad und die Familie kehrt nach England zurück.
Englischer Originaltitel: „Shadows on the Cape“, Erstveröffentlichung 1985
Einband-Illustration von Anne Magill